# フィアット G.91Y
フィアット G.91Y
- 用途：戦闘爆撃機
- 設計者：ジュゼッペ・ガブリエッリ
- 製造者：フィアット、アエリタリア
- 運用者： イタリア（イタリア空軍）
- 初飛行：1966年12月27日
- 生産数：67機

フィアット G.91Y（Fiat G.91Y）は、1966年に初飛行を行ったイタリアの地上攻撃機/偵察機である。外観上は前身となったフィアット G.91と似ているが、最大の相違点である双発化と共に全面的に再設計となっていた。形式のYから非公式に「ヤンキー」（Yankee）の愛称で呼ばれた。

## 設計と開発

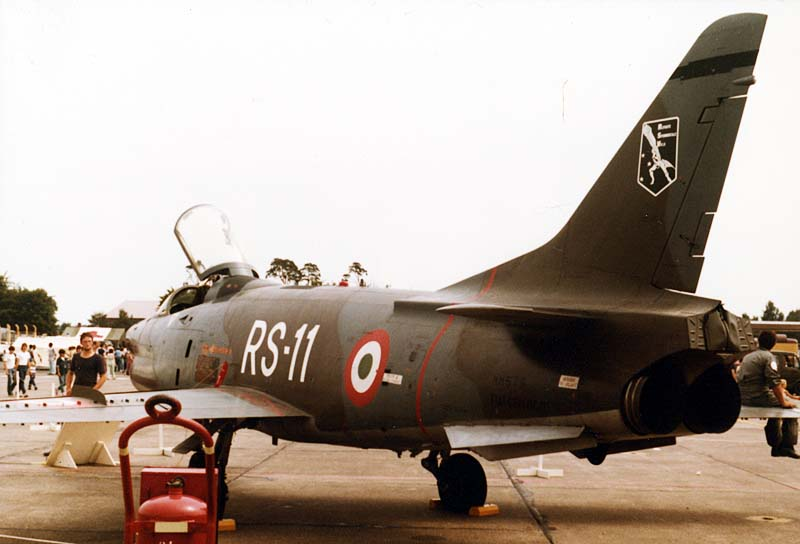
ラムシュタイン空軍基地でのフィアット G.91Y（1986年）

G.91Yはイタリア政府の資金で開発されたフィアット G.91の性能向上型であった。単発のブリストル オーフュース ターボジェットエンジンを搭載した複座練習機型のG.91Tを基に、エンジンをアフターバーナー付きのゼネラル・エレクトリックJ85-GE-13の双発に換装することで推力は60%増加した。機体重量を軽減するために構造を見直したことで性能はさらに向上し、G.91Tの後部座席の空間に燃料タンクを追加して航続距離が延長された。自動前縁スラットを追加で装備して戦闘機動力が改善された。
G.91Yが装備したアビオニクスはイタリア国内でライセンス生産された多くのアメリカ合衆国、イギリス、カナダ製のものを多少改良したものであった。機関砲については、西ドイツ空軍向けのG.91R/3と同じく、2門のDEFA 550 30mm機関砲を装備した。
3機の前量産型で行われた試験飛行では1機が最高速度マッハ0.98に達したが、機体振動を示したため量産型では水平尾翼の位置を多少上げて改善を図った。

### 生産

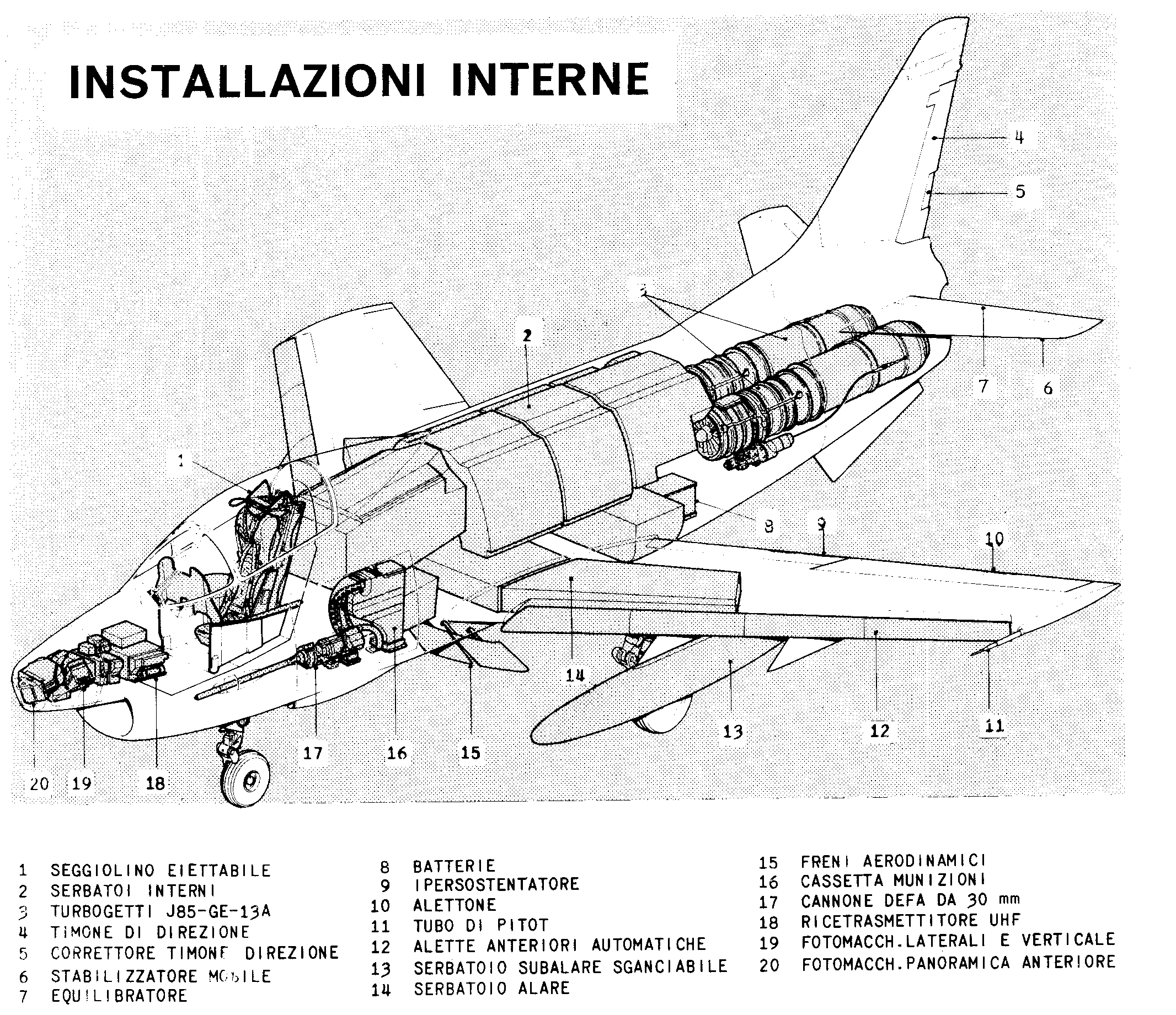
G.91Yの内部構造図

イタリア空軍からの初期発注分55機の納入は1971年3月に完了したが、この時点でフィアット社は航空機部門を手放しておりアエリタリアとなっていた（フィアット・アヴァイアツィオーネ社とアエルフェール社が合併した1969年以来）。発注は75機まで増加したが、最終的に納品されたのは67機であった。実際には新しいG.91Yの開発は非常に長引き、2機の試作機に続いた最初の発注は約20機の前量産型であった。最初の前量産型は1968年7月に初飛行を行った。
イタリア空軍からの発注は2バッチに分けられた。前量産型とは別に、第1バッチの20機と第2バッチの35機であったが、第2バッチは10機が減らされた。最終号機は1976年中頃に納入され、合計生産数は試作機が2機、前量産型が20機、量産型が45機の、計67機となった。イタリア国外への輸出は実現しなかった。
これらの機体は1970年から第8航空団（8° Stormo）隷下の第101飛行隊（101° Gruppo：チェルヴィア-S.Giorgio）に、1974年から第32航空団（32° Stormo）隷下の第13飛行隊（13° Gruppo：ブリンディジ）に配備された。これらの2個「グルッピ」（Gruppi）は1990年代初めまで存続し、「ヤンキー」を装備した最後の部隊はAMXに代替されるまでにこの機を地上/海上での攻撃/偵察任務に使用した。

## 派生型
G.91Y
試作機と量産型。
G.91YT
計画された複座の練習機型。
G.91YS
スイスの評価向けに改良型アビオニクスとAIM-9 サイドワインダー ミサイル用に追加のハードポイントを備えた試作機。1970年10月16日に初飛行。

## 運用
イタリア
- イタリア空軍

## 展示機
1機のフィアット G.91Yがローマ近郊ヴィーニャ・ディ・ヴァッレにあるイタリア空軍博物館に保存され、一般公開されている。

## 要目 (G.91Y)
出典: The Observer's Book of Aircraft.
諸元
- 乗員: 1
- 全長: 11.67 m （38 ft 3.5 in）
- 全高: 4.43 m （14 ft 6.3 in）
- 翼幅: 9.01 m（29 ft 6.5 in）
- 翼面積: 18.13 m2 （195.149 ft2）
- 空虚重量: 3,900 kg （8,598 lb）
- 運用時重量: 7,800 kg （17,196 lb）
- 最大離陸重量: 8,700 kg （19,180 lb）
- 動力: ゼネラル・エレクトリック J85-GE-13A ターボジェット
  - ドライ推力: 12.12 kN （2,725 lbf） × 2
  - アフターバーナー使用時推力: 18.15kN （4,080lbf） × 2

性能
- 最大速度: 1,110 km/h （Mach 0.95 at 10,000 m (33,000 ft） （600 kn） 690 mph
- フェリー飛行時航続距離: 3,400 km（ferry range with droptanks）  2,110 mi
- 実用上昇限度: 12,500 m （41,000 ft）
- 上昇率: 86.36 m/s （17,000 ft/min）
- 翼面荷重: 480 kg/m2 （98.3 lb/ft2（最大））
- 推力重量比: 0.47 at maximum loading

武装
- 固定武装: 
2 × 30 mm (1.18 in) DEFA機関砲

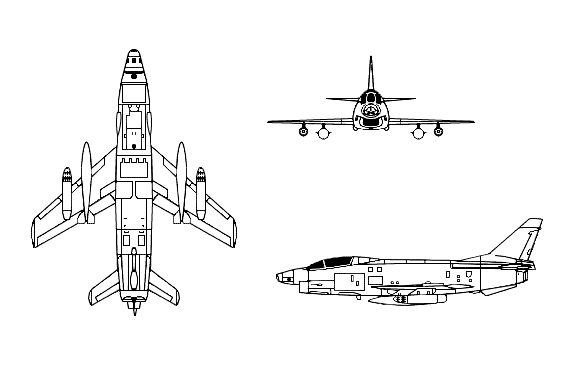
フィアット G.91Yの3面図

- ハードポイント : 4 × 主翼下のパイロンに最大1,814 kg (4,000 lb) の搭載量